# Breaker (álbum de For Today)
Breaker é o terceiro álbum de estúdio da banda de Metalcore For Today, Lançado em 31 de agosto de 2010.

## For Today - Breaker (Explicação sobre a capa.)
Quem fez as ilustrações das capas desse álbum foi o Sol Amstutz , um designer/ilustrador que trabalha principalmente pra indústria musical.
Mattie Montgomery explica a capa do álbum "Breaker".
"-As 6 asas cobertas de olhos na imagem representam as 4 criaturas que voam ao redor do trono de Deus dia e noite, chamadas de "Serafim" ou "Os que queimam" (Isaías 6, Ezequiel 1, Apocalipse 4). Estas criaturas são seres angelicais cuja inteira missão é simplesmente estar perto de Deus, isto leva, naturalmente, ao quebrantamento dos louvores.
-Os 4 maiores símbolos individuais dentro do círculo são as letras hebraicas, "YHWH". Este é o nome bíblico de Deus. Os escritores da bíblia, em reverência ao nome santo de Deus, se recusaram a escrever o Seu nome completo. Portanto, eles incluíram somente as consoantes. Então o que sabemos sobre o nome de Deus é que este contem as consoantes "YHWH", isto é, da onde usamos o nome "Yahweh", entretanto este também é algumas vezes traduzido como "Jehovah", assim como as letras "y" e "j" são intercaláveis no alfabeto Hebraico, bem como as letras "v" e "w".
-No topo do círculo está a Estrela de Davi. O Messias predito foi profetizado como sendo um descendente de Davi (Isaías 11:10–11). Jesus, sendo este Messias, é da linhagem de sangue de Davi e foi/será chamado de "filho de Davi" para sempre. Portanto, o uso da Estrela de Davi na arte do nosso álbum é uma referência à profecia cumprida ao redor de Jesus e sua divindade.
-No topo, no canto esquerdo superior do círculo está o nome Miguel, escrito em Hebraico. Miguel é um arcanjo (Judas 1:9) chamado de "O grande príncipe que protege o seu povo" (Daniel 12), e falado como um comandante ou um general de um exército de anjos (Apocalipse 12). Ele é um anjo guerreiro que foi comissionado de defender a ambos, o trono de Deus e os portadores da imagem de Deus, os homens (humanos). No topo, na parte superior direita do círculo, está o nome Gabriel, que está escrito em Hebraico. Gabriel é um anjo mensageiro. Ele é lembrado interpretando as visões de Daniel (Daniel 8:16–26 e Daniel 9:20–27), bem como anunciando os nascimentos de João Batista (Lucas 1:11–20) e Jesus (Lucas 1:26–38). Abaixo, na parte inferior esquerda do círculo, está o nome Rafael, que está escrito em Hebraico. O nome Rafael significa "Deus cura" ou "Deus, por favor cure". Em João 5, há um tanque em um lugar chamado Betesda onde muitas pessoas doentes se reuniram porque "De vez em quando descia um anjo do Senhor e agitava as águas. O primeiro que entrasse no tanque, depois de agitadas as águas, era curado de qualquer doença que tivesse." Por causa do nome de Rafael e de sua função, estes eventos são creditados a Rafael. Abaixo, na parte inferior direita do círculo, está o nome Uriel, que está em escrito em Hebraico. Está escrito sobre Uriel somente em livros deuterocanônicos, mas seu nome significa "Deus é luz" ou "A luz de Deus". E é consistentemente referenciado como o quarto arcanjo, estando ao lado de Miguel, Gabriel, e Rafael. Ele é o "Quebrantador". A personificação de uma função que é preenchida por Deus, bem como das pessoas que estão sob a direção de Deus. O conceito de quebrantador é (muito simplesmente), "O que foi quebrantado, agora é usado para trazer o quebrantamento". É por isso que o Quebrador foi destruído, e então restituído. Ele está também segurando as correntes dos que foram entregues em suas mãos, correntes que foram quebradas e levadas. A fivela do seu cinto está escrito "IC XC NI KA", e tem o significado de um antigo símbolo Latino "Jesus Cristo conquista" ou "Jesus Cristo é vitorioso". E em Seu peito está esculpido “Baal Perazim”, isto vem de uma história bíblica registrada em II Samuel 5: e I Crônicas 14:. A frase "Baal Perazim" significa "O Deus que quebranta", e Davi, que deu o nome ao lugar de sua vitória disse, "Assim como as águas de uma enchente causam destruição, pelas minhas mãos o Senhor destruiu os meus inimigos diante de mim." (II Samuel 5:20). A passagem continua dizendo "Os Filisteus abandonaram seus ídolos ali." O Quebrantador representa a vitória de Deus, tanto em regiões e indivíduos. Baal Perazim é o lugar em que Deus quebranta, e as pessoas abandonam seus ídolos.

## Participações
Na faixa "Arm the Masses", temos a participação do Andrew Dijorio, vocal da banda Stray from the Path.
Na faixa "Phoenix" , temos a participação do Shane Raymond, vocal da banda Close Your Eyes.
Na faixa "King" , temos a participação do Jay Pepito, integrante da banda Reign Supreme.

## Poema do Breaker
As faixas do CD Breaker (2010)...
1. "The Breaker's Origin" (A Origem do Quebrantador)
4. "The Breaker's Valley" (O Vale do Quebrantador)
8. "The Breaker's Encounter" (O Encontro do Quebrantador)
12. "The Breaker's Commission" (A Comissão do Quebrantador)
...formam um poema chamado "Breaker", criado pelo poeta Jose Palos, amigo da banda.

## Faixas
1. "The Breaker's Origin" - 0:43
2. "Devastator" - 3:38
3. "The Advocate" - 3:47
4. "The Breaker's Valley" - 1:30
5. "Seraphim" - 3:59
6. "Arm the Masses" - 3:03 (com Drew Dijorio do  Stray from the Path)
7. "White Flag" - 3:32
8. "The Breaker's Encounter" - 1:36
9. "Phoenix" - 3:05 (com Shane Raymond do Close Your Eyes)
10. "Psalm of the Son" - 2:53
11. "King" - 4:03 (com Jay Pepito do Reign Supreme)
12. "The Breaker's Commission " - 3:26

## Créditos
- Mattie Montgomery - Vocal
- Ryan Leitru - Guitarra solo, vocal de apoio
- Mike Reynolds - Guitarra Rítmica
- Brandon Leitru - Baixo
- David Morrison - Bateria

## Produção
- Produção, Engenharia, Mixagem, and Masterização por Will Putney
- Arte por Sol Amstutz e layout por Sons of Nero